# Henriques Street
Henriques Street, auch bekannt unter ihrem früheren Namen Berner Street, ist eine kurze Straße im Londoner East End.

## Lage
Henriques Street befindet sich im Stadtbezirk Tower Hamlets im Stadtteil Whitechapel. Nördlich mündet Henriques Street auf die Commercial Road, südlich geht sie über in die Boyd Street. Auf etwa halber Höhe kreuzt sie sich mit der Fairclough Street.

## Name
Henriques Street wurde nach dem bekannten jüdischen Philanthropen und Sozialaktivisten Basil Henriques benannt. Im sich immer noch dort befindlichen „Bernhard Baron House“ begründete er einen Geselligkeitsverein für junge Männer. Ihm zu Ehren wurde die Straße umbenannt.

## Jack the Ripper

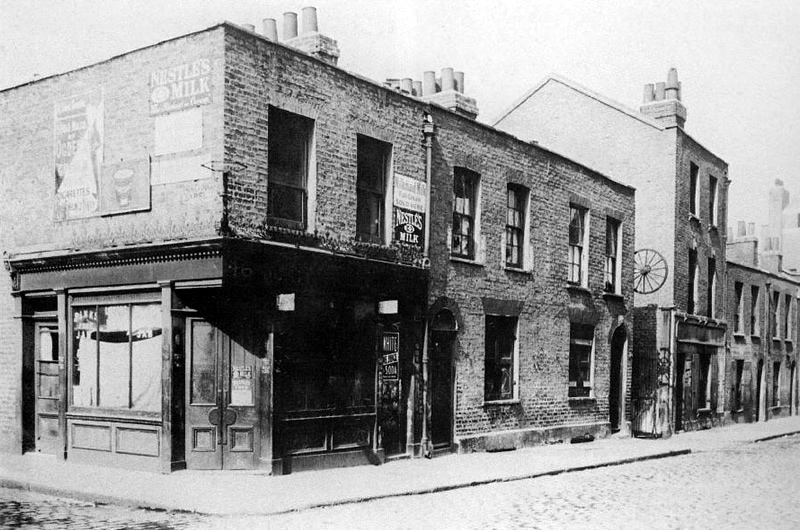
Teil der Berner Street. Unter dem an der Wand des hinteren Haus hängenden Wagenrad befand sich der Zugang zu Dutfield’s Yard

Am 30. September 1888 wurde in der Berner Street gegen 01.00 Uhr morgens der Leichnam der Prostituierten Elizabeth Stride auf dem Boden eines kleinen, dunklen Hofes namens Dutfield’s Yard gefunden. Dutfield’s Yard war von der Berner Street über ein Tor zwischen einem Arbeiterclub und einem Wohnhaus mit Geschäften erreichbar. Elizabeth Stride gilt als drittes Opfer der Jack the Ripper zugeschriebenen Mordserie. Nur 44 Minuten später wurde auf dem etwa einen Kilometer entfernten Mitre Square in der City of London die Leiche des vierten Ripper-Opfers Catherine Eddowes entdeckt.